# 이응노
이응노(李應魯, 1904년 음력 1월 12일~1989년 1월 10일) 또는 이응로는 대한민국 출신의 프랑스 화가이다. 본관은 전의(全義)이고 호는 고암(顧庵, 顧菴)·죽사(竹士, 竹史)이다.

## 생애

### 출생과 성장
이응노는 충청남도 홍주군 홍천면 중리(현 홍성군 홍북면 중계리)에서 아버지 이근상과 어머니 김해 김씨의 5남 1녀 중 넷째 아들로 출생하여 지난날 한때 충청남도 홍성군 홍성읍 고암리를 거쳐 그 후 충청남도 예산군 예산읍 예산리에서 잠시 유아기를 보낸 적이 있는 그는 이후 예산군 덕산면 낙상리에서 성장하였다. 그는 그림을 그리기 위해 17살 때 가출, 산제당에 단청을 그리는 상엿집 칠장이로 전전하다가 염재 송태회 선생에게 묵화의 기본을 배우고, 1923년 경성부에서 당시 유명한 서예가이자 서화가였던 해강 김규진의 문하생이 되어 서예·사군자·묵화 등을 교습하고 죽사라는 호를 받았다. 이듬해 1924년 조선미술전에 '묵죽'을 출품하여 입선하였다. 1928년 공주, 대전 등지에서 활동하다 전주 중앙동에 정착하여 개척사라는 간판가게를 운영하였다. 1931년 제10회 조선미술전람회 사군자부에서 청죽으로 특선을 차지 하였다. 이듬해 같은 전람회에도 풍죽, 대죽, 청죽을 무감사로 출품하였다. 1933년에는 규영 정병조 선생에게 고암이라는 호를 받았다.

### 일본에서
1935년 가족과 함께 일본으로 건너가 동경에서 신문배급소를 운영하며 작품활동을 계속하였다. 일본 도쿄 가와바타 미술학교에서 수학하였다. 동경 본향회화연구소에서 서양화 기법을 공부하기도 했다. 일본 남화의 대가였던 마쓰바야시 게이게쓰의 덴코화숙에서도 공부했다. 이들 학교는 정규의 미술학교가 아닌 본과입학을 위한 예비학교 같은 곳이었는데, 그는 서양미술의 소묘와 유화기법을 연수했다.
마쓰바야시 선생이 그를 보고 직접 대나무 숲에 가서 면밀히 그 생태를 관조할 것을 교시한 일이 있었는데, 그 이유는 그의 필법이 너무나 제멋대로였으며 준거로서의 규범을 무시했거나 등한시 했기 때문이었다. 그러나 그는 정규학교에서 미술수업을 받지 못하였을 뿐 게으르거나 소질이 없었던 것은 아니었다. 1935년 제95회 일본미술협회전에 풍죽으로 입선하였다. 1938년 제17회 선전에서는 이왕직상을 수상하였고, 이후 1945년까지 선전과 일본 화원전에서 입선과 특선 또는 무감사로 계속 출품했다. 1939년에는 서울 화신화랑에서 처음으로 개인전을 열었는데, 작품은 남화신작들이었다. 그의 작품은 전통적인 사군자에서 벗어나 대상을 사실주의적으로 탐구한 현실풍경화가 주를 이뤘다.

### 귀국
1945년 42세가 된 이응노는 해방과 함께 귀국하여 충남 예산의 수덕여관을 인수하여 동생 흥노에게 경영을 맡기고 서울에 '고암화숙'을 개설하였다. 1946년 김영기, 배렴, 이유태, 장우성과 함께 단구미술원(檀丘美術院)을 조직하여 일본 잔재의 청산과 민족적인 한국화를 주창했으며, 조선미술가협회의 상임위원이 되었다.
1948년 홍익대학관(현 홍익대학교)에 부임하여 1950년 6월까지 재직하였다. 1948년에서 1954년까지 대전문화원, 동아갤러리, 서울화신백화점, 광주, 홍성, 수원, 예산에서 개인전을 열었다. 1954년에는 경주 서라벌예술대학의 동양화과 교수로 취임하였다. 1956년 '동양화의 감상과 기법'을 출판하였다.
1954년 대한민국미술전람회의 폐단을 지적하고 국전 추천작가로 초대받는 것을 거절하였다. 미국 뉴욕 월드 하우스 갤러리에서 열린 현대한국미술전에 '출범'과 '산'을 출품하였는데, 록펠러 재단이 이를 구입하여 뉴욕현대미술관에 기증하였다. 세계미술평론가협회 프랑스 지부장 자크 라상느로부터 프랑스에서 작품활동을 하라고 초청을 받았다. 조선일보사가 주최한 현대작가 초대전에 동양화가로는 유일하게 초대받아 '숲', '산', '은조'를 출품하였다.

### 프랑스에서
1958년 12월에 한국을 떠나 프랑스로 작품 생활의 무대를 바꾸었다. 떠나기 전에 서울 중앙 공보관에서 도불 기념 개인전을 가졌다. 1959년 서독대사 리차드 허츠 박사의 주선으로 서독을 방문하여 1년간 쾰른, 본, 프랑크푸르트에 체류하였다. 이 기간동안 독일 본 시립미술관에서 이응노-박인경 부부전을 개최하였고, 프랑크푸르트와 쾰른에서 개인전을 가졌다. 1960년 1월에 파리에 정착하여 재불한국작가전에 출품하였고, 미국 워싱턴 국제현대갤러리에서 개인전을 가졌다. 그리고 파리 폴 파케티 갤러리의 그룹전에도 참여하였다.
파리에서 새롭게 출발한 이응노의 생활은 궁색하여 작품을 제작할 재료가 없어 뜰에 버려진 낡은 컬러판 잡지를 주워서 그것을 물감 대신 캔버스에 뜯어 붙였는데, 이것이 발전하여 새로운 전기가 되었다. 콜라주 기법을 발견한 것이었다. 단순히 뜯어 붙이는 것이 아니라 붓글씨를 쓸 때 느껴지는 '획'이 이 과정에서 부여되었다. 붙여지는 한 조각의 종이가 서예의 획과 같이 한 획 한 획의 힘과 절도가 중첩되고 집적되어 작품이 만들어졌다. 고암의 콜라주 작품 60호는 1961년 11월 개막된 카네기국제미전에 출품되었다. 1962년 11월 파리의 폴 파케티 갤러리에서 '이응노, 콜라주' 초대전을 개최하고 폴 파케티 갤러리와 전속으로 계약하였다. 또, 서울 중앙공보관에서 초대 개인전을 갖았고, 프랑스 파리 살롱 콩파레종에 참가하였다. J. Lassaigne, M. Ragon, P. Schneider 3인 평론가의 추천으로 파리 막스 카가노비치 갤러리에서 전시회를 열고, 독일 뮌헨에서 개인전을 가졌다.
회갑이 된 이응노는 1964년 11월 초 프랑스화단의 예술가와 각계 인사의 후원으로 파리 세르누쉬 미술관안에 파리동양미술학교를 설립하였다. 미국 피츠버그에서 열린 카네기 국제미술제에 초대작품을 출품하였고, 스위스 오베르니에 누마가 갤러리와 파리 막스 카가노비치 갤러리에서 개인전을 가졌다. 이듬해 그는 브라질 제8회 상파울로 비엔날레에서 은상을 수상하였다. 이후 덴마크 코펜하겐 국립미술관과 스위스 누마가 갤러리에서 개인전을 가졌다.

### 옥고 후 다시 프랑스로
1967년 중앙정보부 요원들에 의해 동백림 간첩단 사건이 조작되었고, 그는 한국 전쟁 때 헤어진 아들을 만나기 위해 동독의 동베를린에 갔다가 고국에 납치돼 감옥생활을 하게 된다. 신영복은 자신의 재판이 빨리 끝나 대전교도소에 수용되면 이응노를 만날 수 있으리라 기대했는데, 이응노가 프랑스 정부의 탄원에 힘입어 빨리 출소했기에 만나지 못했다. 1969년 3월 석방 후 예산 수덕여관에서 요양하다가 프랑스로 돌아갔다. 이 일로 인해 대한민국 예술계와는 단절되었으나 스위스와 프랑스에 이어 일본·미국·벨기에를 중심으로 수십 차례의 초대전에 출품하는 등 꾸준한 활동을 계속하였다. 그는 파리의 동양미술학교에서 다시 프랑스인들에게 묵화기법을 지도하였다.
1975년 현대화랑에서 개인전을 가졌고, 영국 브리스톨 시립미술관의 회화와 콜라주전에 출품하였다. 1976년 11월 파리에서 고려화랑을 개관하였고, 프랑스에서 'Ungno Lee'라는 그의 생애를 소재로 한 영화가 제작되었다. 같은 해 주앵빌 고등학교의 벽화를 제작하였다.
1977년 문헌화랑에서 신작 〈무화 舞畵〉로 개인전을 열었으나 사상적 문제로 대한민국과의 관계는 완전히 단절되었다. 그의 아내 박인경은 1977년 7월 31일 취리히에서 조선민주주의인민공화국에 의해 발생한 백건우와 윤정희 부부 납치미수 사건에 연루된 것으로 알려져 있다.

### 프랑스 귀화후
이응노는 1983년 프랑스 시민권을 취득하였다. 이후 1985년 일본 도쿄(東京)에서 마지막 개인전을 가졌으며, 1989년 프랑스 파리에서 심장마비로 타계하였다.

## 작품 세계

### '인간' 시리즈

1986년작 '군상', 한지에 먹, 167x266cm, 대전 이응노미술관 소장

그의 대표 작품 중 하나인 ‘군상(群像)’ 시리즈는 그의 후기 작품이다. 그는 1970년대 후반부터 집중적으로 ‘군상’ 연작을 그렸다. 이지호 이응노미술관장은 "그의 초기 ‘군상’ 작품에서는 후기 문자추상에서 보이던 장식적인 양식들이 사람의 모습으로 변형되어 표현되어 있는데 화면 전체는 인간의 모습을 연상하게 하는 유기체적인 도형들이 전체적으로 고르게 퍼져있으며, 그 형태는 디자인적이고 장식적이다. 하지만 후반으로 들어오면서 고암의 ‘군상’들은 이미지가 작고 단순해지면서 반복적으로 나타난다. 화면에서의 표현을 절제한다고 할 수 있다. 점점 사람의 형상들이 화면 전체를 뒤덮기 시작하고, 화폭을 가득 채운 사람들은 마치 거대한 축제 한바탕에 나온 듯 춤을 추고 흥겨운 모습처럼 보인다."라고 분석하였다.
고암은 '나의 그림은 추상적인 표현이었으나, 1980년 5월에 광주혁명이 있고 나서부터 좀더 사람들에게 호소되는 구상적인 요소를 그림 속에 가져왔다. 2백 호의 화면에 수천 명의 군중의 움직임을 그려넣았다. 우리나라 사람은 이 그림을 보고 이내 광주를 연상하거나, 서울의 학생 데모라고 했다. 유럽 사람들은 반핵운동으로 보았지만, 양쪽 모두 나의 심정을 잘 파악해 준 것이다'라고 말했다.
고암의 군상 시리즈와 유사한 형식의 작품은 1960년대 전반에 시도한 바 있었고, 1970년대 후반에는 문자화와 결합되어 인간 군상이 일시적으로 나타나기도 했다. 1980년대에 본격적으로 제작된 인간 시리즈는 초기에 2인이나 5인으로 등장 인원이 그렇게 많지 않았다. 많아봤자 20명 정도였다. 1985년경부터는 대량의 군중이 출현하기 시작했다. 동양적 사상 배경을 가진 이응노가 작품의 주된 소재로 인간, 그것도 단순히 한 두 사람의 인간 실상을 내적으로 묘사하는 것이 아니라, 수많은 집단의 인간상, 인간군을 그렸다는 것은 이응노 화력의 획기적인 변화를 의미한다. 그의 관심은 단순한 관념의 세계, 관조의 자연, 유미주의적 적막과 고립에 머무르지 않고 생동하는 인간, 움직이는 인간, 역사 속의 인간에게 접근하는 것이었다.
그의 조카 이강세는 그가 '우리 조국은 꼭 통일을 해야합니다. 이 그림처럼 조국통일이 되는 날이 오면 우리 민족의 동포들이 기쁜 마음으로 춤을 추게 될 것이며, 나는 이러한 작업을 할 때 의무와 기쁨을 함께 느끼고 있습니다.'라고 말했다고 회고하며, 인간 혹은 군중 시리즈를 '통일무'라고 했다.

### 작가 스스로의 작품시기 구분
그는 스스로 자신의 예술 시대를 6기간으로 나누었다. 20대에는 한국의 전통 동양화와 서예적 기법을 기초로 모방을 주로 했던 시기였고, 30대에는 자연물체를 사실주의적으로 탐구한 시대였으며, 40대는 반추상적인 표현 즉 자연 사실에 대한 사의적(思意的) 표현을 한 시대, 50대는 유럽에서 추상화를 시작한 사의적 추상의 시기, 60대는 서예적 추상의 시기로 나누었다.

## 사후
1992년 프랑스 보쉬르센(Vaux-sur-Seine)에 그를 기린 '고암서방'이 건립되었고, 2000년 서울특별시 평창동에 이응노미술관이 개관하였다. 2005년 이응노미술관이 폐관하여 대전광역시가 소장품을 인계받았으며, 2007년 서구 만년동 둔산대공원에 이응노미술관이 개관하였다. 대전 이응노미술관은 프랑스 건축가 로랑 보두엥이 건물을 설계하였으며, 파리의 고암 아카데미와 연계하여 다양한 연구와 전시를 하고 있다. 2012년에는 대전고암미술문화재단이 설립되었다.

## 가족 관계
그는 1936년 박귀희(朴貴嬉, 1909년 ~ 2001년)와 결혼하여 예산 수덕사 인근에서 함께 여관을 운영하며 살았으나, 1958년 이응노가 후배였던 화가 박인경과 프랑스 파리로 떠나면서 별거하였고, 이후 법적으로 이혼하였다.

## 저서와 영화
- 이응노, 『동양화의 감상과 기법』, 문화교육출판사(서울), 1956
- 이응노, 피에르 자키야르, 『서(書)』, 이데 에 칼렌데(뉴샤텔, 스위스), 1973
- 이응노, 『수묵법채화법(水墨法 采畵法)』, 고려화랑 (파리, 프랑스), 1978
- 이응노, 박인경, 도미야마 다에코, 『서울 · 파리 · 동경』, 기록사 (동경, 일본), 1985
- 이응노, 『묵기(墨技)』, 아틀리에 드 라 본느 아방튀르(베르사이유, 프랑스), 1988
- 'Ungno Lee', 아니크 르 무인느 갤러리(파리, 프랑스), 1976

## 관련 문화재
- 이응로 선생 사적지 (충청남도 기념물 제103호)